# Адам Ельбановскі
Адам Кшиштоф Ельбановскі, пол. Adam Krzysztof Elbanowski (23 травня 1954, Познань) — літературо- та історієзнавець Латинської Америки, перекладач, есеїст, викладач Центру латиноамериканських студій Варшавського університету. Був послом Польщі в Колумбії (1992–1997). На даний час працює директором Інституту Америк та Європи ВУ (об'єднує три академічні підрозділи: EUROREG, OSA, CESLA).
Автор перекладів Хорхе Луїса Борхеса, Хуана Хосе Мійяса, Луїса Сепульведі.

## Твори
Адам Ельбановскі є автором наступних книг:
- Країна Мвісків. Путівник по Ельдорадо, 1999;
- Нове королівство Ґранади, 2006.